# Kód Navajo

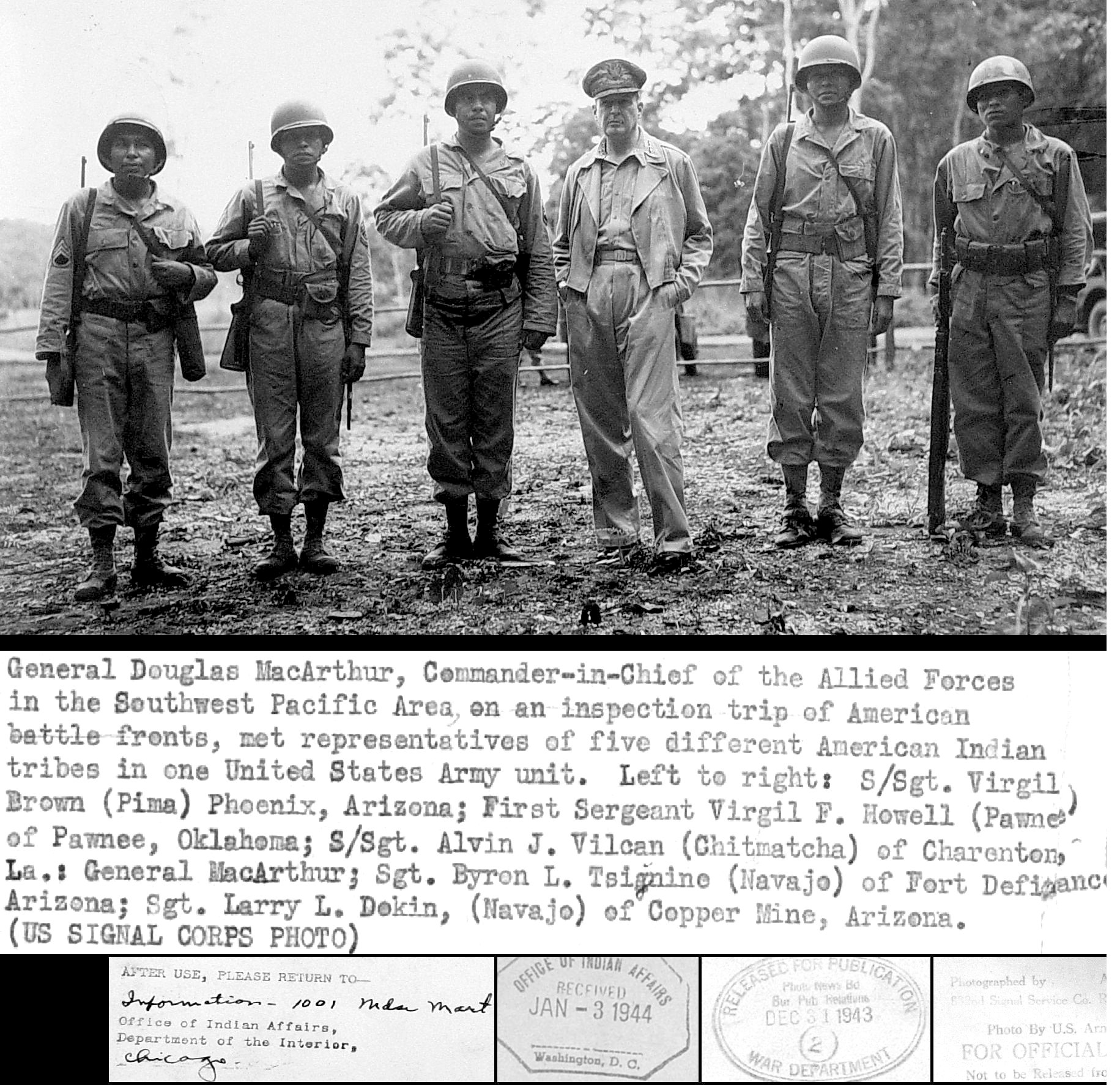
Generál Douglas MacArthur se setkal s navažskými kodéry na konci roku 1943.

Kód Navajo je jeden z šifrovacích jazyků, které během 1. a 2. světové války používali příslušníci americké Námořní pěchoty označovaní jako code talkers, většinou z řad amerických Indiánů (Čerokíů, Seminolů, Navahů atd.) ale například i z řad přistěhovalců z Evropy (Baskové), kteří sloužili jako radisté a tlumočili tajné taktické zprávy. Nasazení vojáků mluvících pro dané bojiště atypickým jazykem zvyšovalo bezpečnost rádiové komunikace.
Šifrovaný komunikační systém v jazyce Navahů byl vytvořen za spolupráce 29 členů indiánského kmene. Byl využíván zejména v bojích proti Japoncům.

## Výběr kmene
Ve druhé světové válce japonští experti dokázali rozluštit se závratnou rychlostí kteroukoli šifru, jakou američtí kryptografici byli schopni vymyslet. Bojujíce s tímto problémem byli nuceni vymýšlet čím dál složitější kódy, až se nakonec velitelé stěžovali na příliš dlouhou dobu, potřebnou k šifrování a dešifrování zpráv.
Tento problém vyřešil muž jménem Philip Johnston, který žil v Los Angeles. Jako dítě však vyrůstal v rezervaci indiánského kmene Navahů v Arizoně. Jazyk Navahů je jedinečný a není příbuzný s žádným jiným evropským ani asijským jazykem a je natolik složitý, že téměř nikdo není schopen mu porozumět. Johnston, který se sám kdysi naučil jazyk Navahů, přišel na to, že pokud mu nerozumí jeho krajané, nebudou mu rozumět ani Japonci. V roce 1942 se Johnston setkal s generálmajorem Claytonem B. Vogelem, velícím generálem obojživelných sil Pacifické flotily, a jeho spolupracovníky. Johnston představil za simulovaných bojových podmínkách analýzu, která prokázala, že kód Navaho mohl kódovat, přenášet a dekódovat zprávy v angličtině za 20 sekund, oproti 30 minutám, za které kódovaly zprávy stroje v té době. Johnston také navrhl, aby při každém vojenském praporu pracovali jako radiotelegrafisté dva Navahové, kteří by vysílali a přijímali zprávy ve svém rodném jazyce. Nápad byl přijat a Vogel doporučil, aby pěchota zrekrutoval 200 Navahů. Prvních 29 navažských nováčků se zúčastnilo výcviku v květnu 1942. Tato první skupina pak vytvořila kód Navajo v Camp Pendleton, Oceanside v Kalifornii.

## Princip šifrování
Princip šifrovaného jazyka spočíval v tom, že Navahové měli množství slov na pojmenování věcí, které znali a viděli, například ptáky a ryby, neuměli však pojmenovat věci, se kterými se nesetkali, například letecké stíhačky nebo ponorky. Vypracovali tedy seznam 274 takových slov a vytvořili k nim navažské pendanty. Čluny dostaly jména ryb a letadla jména ptáků. Bomby byly vejce, Minomety byly sehnuté pušky a vojenská četa byla černé ovce. Zanedlouho na seznam přibylo dalších 234 slov, mezi nimiž byly i názvy zemí. Amerika dostala jméno „naše matka“, Británie „mezi vodami“ a Německo „železný oblouk“.

## Jazyková bariéra
Když se tento systém začal používat, došlo k nedorozumění, neboť spojovací technici si neuvědomili, že mezi nimi pracují i Navahové. Mysleli si, že na vlnách armády Spojených států vysílají Japonci. Brzy však používání navažského mluveného kódu fungovalo bez problémů. Zpravodajská služba nerozuměla ani slovo a nerozuměli ani Japonci, kteří by se divili, že jejich rádiové vlny jsou plné železných ryb (ponorek), kolibříků (stíhaček) a žraloků (torpédoborců).

## Ocenění
Činnost navažských kodérů ocenili Američané zejména během bitvy o Iwodžimu. V prvních dnech bitvy v únoru a březnu 1945, jejímž cílem bylo dobýt ostrov Iwodžima na jihu Japonska, bylo odesláno asi 800 navažských zpráv bez jediné chyby.
Hodnotu kódu ilustruje i přidělení osobních boyguardů Navahům na exponovanějších stanovištích, jejichž úkolem byla likvidace veškerého "know-how" v případě zajetí nepřítelem.
Po válce dostali Navahové zákaz o své roli mluvit. Jejich kód zůstal mezi utajovanými informacemi a na jejich hrdinství se v tichosti zapomnělo. Postupně se jim však dostalo chvály, kterou si zasloužili, a v roce 1982 vyhlásila vláda USA 14. srpen za Národní den navažských radiotelegrafistů. Největším holdem pro Navahy bylo, že jejich kód je jedním z mála v dějinách, který nikdy nikdo nerozluštil.